# Ponte Filipina de Carenque de Baixo

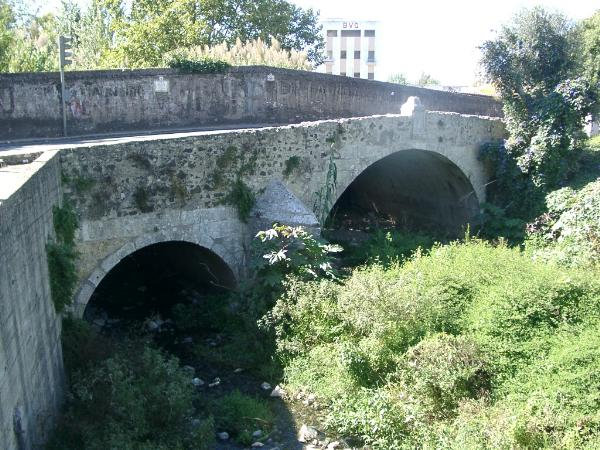
Ponte Filipina de Carenque de Baixo.

Die Ponte Filipina de Carenque de Baixo (auch Ponte Velha, Ponte do Catita, Ponte do Lido) ist eine Straßenbrücke in der Stadtgemeinde Venteira der portugiesischen Kreisstadt Amadora.
Sie wurde 1631 im Auftrag des Senats von Lissabon als Teil des alten Königswegs zwischen Lissabon und Sintra errichtet und führt über die Ribeira de Carenque. Finanziert wurde der Bau mit dem so genannten Real do Povo, einer Abgabe auf Produkte des täglichen Lebens. An der Brücke befindet sich ein Meilenstein, der daran erinnert.
| Esta ponte foi mandada fazer pelo Senado de Lisboa à custa do real do povo, 1631 | Diese Brücke wurde zur Errichtung beauftragt durch den Senat von Lissabon auf Kosten des Real do Povo, 1631 |

Über viele Jahrzehnte hinweg bildete die Brücke eine wichtige Verkehrsverbindung zwischen Amadora und dem westlichen gelegenen Queluz. Seit 2013 wird der Verkehr über eine neue Brücke flussabwärts geleitet.
Die Brücke ist seit 2002 als Imóvel de Interesse Municipal klassifiziert.